# Girls5eva
Girls5eva ist eine US-amerikanische Musical-Sitcom, die am 6. Mai 2021 bei Peacock ihre Premiere feierte.

## Handlung
In den 1990er Jahren landete die Girlsgroup Girls5eva einen einzigen Hit. Anfang der 2020er Jahre besteht die Aussicht auf ein Comeback. Die vier Bandmitglieder Dawn, Summer, Gloria und Wickie nehmen das Angebot an und bereiten ihre Rückkehr vor. In der zweiten Staffel erhält die Band einen Albumvertrag und muss entsprechend liefern.

## Besetzung und Synchronisation
Die deutsche Synchronisation der ersten Staffel entstand im Auftrag der Iyuno-SDI Group Germany unter der Dialogregie von Tim Sander und Dascha Lehmann in Berlin. Die Dialogbücher schrieben für die erste Staffel Christine Roche, Frank-Michael Helmke und Eva Maria Peters, für die zweite Staffel nur Eva Maria Peters.

### Haupt- und Nebendarsteller
| Rolle      | Schauspieler           | Hauptrolle (Episoden) | Nebenrolle (Episoden) | Synchronsprecher     |
| ---------- | ---------------------- | --------------------- | --------------------- | -------------------- |
| Dawn       | Sara Bareilles         | 1.01–                 |                       | Dascha Lehmann       |
| Summer     | Busy Philipps          | 1.01–                 |                       | Melanie Hinze        |
| Gloria     | Paula Pell             | 1.01–                 |                       | Daniela Hoffmann     |
| Wickie Roy | Renée Elise Goldsberry | 1.01–                 |                       | Giovanna Winterfeldt |
| Ashley     | Ashley Park            |                       | 1.01–1.03, 1.05, 1.08 | Esra Vural           |
| Nick       | Dean Winters           |                       | 1.01–1.02, 1.04       | Peter Flechtner      |
| Kev        | Andrew Rannells        |                       |                       |                      |

## Episodenliste

### Staffel 1
| Nr. (ges.)                                                                               | Nr. (St.) | Deutscher Titel            | Originaltitel    | Regie          | Drehbuch                          |
| ---------------------------------------------------------------------------------------- | --------- | -------------------------- | ---------------- | -------------- | --------------------------------- |
| 1                                                                                        | 1         | Pilot                      | Pilot            | Kat Coiro      | Meredith Scardino                 |
| 2                                                                                        | 2         | D'wasg                     | D'wasg           | Brennan Shroff | Matt Murray, Meredith Scardino    |
| 3                                                                                        | 3         | Alf Musik                  | Alf Musik        | Brennan Shroff | Lauren Gurganous & Michael Koman  |
| 4                                                                                        | 4         | Karma                      | Carma            | LP             | Anna Drezen, Azie Dungey          |
| 5                                                                                        | 5         | Die Berghütte              | Catskills        | LP             | Chelsea Devantez, Berkley Johnson |
| 6                                                                                        | 6         | Unterlass' das gefälligst! | Cease and Desist | Kimmy Gatewood | Matt Whitaker                     |
| 7                                                                                        | 7         | A.I.R.P.I.G.               | A.I.R.P.I.G.     | Kimmy Gatewood | Ava Coleman, Michael Koman        |
| 8                                                                                        | 8         | 8ung. Neuanfang!           | Separ8 Ways      | Chioke Nassor  | Anna Drezen, Meredith Scardino    |
| Am 6. Mai 2021 wurden alle Folgen der Staffel 1 gleichzeitig bei Peacock veröffentlicht. |           |                            |                  |                |                                   |

### Staffel 2
| Nr. (ges.)                                                                      | Nr. (St.) | Deutscher Titel                                 | Originaltitel                   | Regie          | Drehbuch                      |
| ------------------------------------------------------------------------------- | --------- | ----------------------------------------------- | ------------------------------- | -------------- | ----------------------------- |
| 9                                                                               | 1         | Album-Modus                                     | Album Mode                      | Jeff Richmond  | Meredith Scardino             |
| 10                                                                              | 2         | Triumphale Rückkehr ins Studios                 | Triumphant Return to the Studio | Brennan Shroff | Ron Weiner                    |
| 11                                                                              | 3         | Wen du kennst                                   | Who U Know                      | Brennan Shroff | Liz Cackowski, Azie Dungey    |
| 12                                                                              | 4         | Kann nicht warten, den Richten zu finden        | Can’t Wait 2 Wait               | LP             | Lauren Gurganous              |
| 13                                                                              | 5         | Hinterlasse eine Nachricht, wenn du mich liebst | Leave a Message If You Love Me  | Linda Mendoza  | Matt Whitaker                 |
| 14                                                                              | 6         | B.P.E.                                          | B.P.E.                          | Linda Mendoza  | Sam Means, Taylor Cox         |
| 15                                                                              | 7         | Rückkehr                                        | Returnity                       | Kimmy Gatewood | John Mahone, Ava Coleman      |
| 16                                                                              | 8         | Tour-Modus                                      | Tour Mode                       | Kimmy Gatewood | Meredith Scardino, Sam Nulman |
| Die Erstausstrahlung bei Peacock erfolgte zwischen dem 5. Mai und 9. Juni 2022. |           |                                                 |                                 |                |                               |

## Entstehung
Entwickelt wurde die Serie von Meredith Scardino und für die ersten beiden Staffeln lief sie bei dem Streaming-Dienstleister Peacock. Für die dritte Staffel übernahm Netflix die Serie. Ausführende Produzenten waren bei den ersten beiden Staffeln und gemäß Ankündigung für die dritte Staffel Tina Fey, Jeff Richmond und Robert Carlock.

## Auszeichnungen und Nominierungen
- Critics’ Choice Television Awards 2022: Nominierung in der Kategorie Beste Hauptdarstellerin in einer Comedyserie für Renée Elise Goldsberry
- Critics’ Choice Television Awards 2023: Nominierung in der Kategorie Beste Hauptdarstellerin in einer Comedyserie für Renée Elise Goldsberry